# North Battleford
North Battleford és una ciutat del centre-oest de Saskatchewan, Canadà. Està creuada directament pel riu North Saskatchewan des del poble de Battleford. Plegades, les dues comunitats són conegudes com "The Battlefords". North Battleford limita amb el Municipi Rural de North Battleford Núm. 437, així com la Colònia de la Corona de North Battleford (subdivisió censal).
Els Battlefords són travessats per l'autopista Yellowhead i l'Autopista 4, Autopista 26, Autopista 29, i Autopista 40.

## Història
Durant milers d'anys abans de la colonització europea la zona fou habitada per successives cultures de pobles indígenes. L'àrea dels Battlefords (incloent l'actual ciutat de North Battleford i la ciutat de Battleford) va ser la llar de diversos grups aborígens històrics, com els cree i blackfoot de llengua algonquina i els assiniboines de parla sioux, que van pugnar pel control dels recursos locals.
Els primers establiments europeus es van iniciar amb l'aparició de comerciants de pells francesos al segle xviii. Els canadencs van fundar Fort Montaigne d'Aigle (Eagle Hills Fort) nou milles més avall de la confluència del Saskatchewan i el riu Battle en 1778. Un any més tard, el fort va ser abandonat després d'un conflicte entre els comerciants i els nadius.
L'assentament europeu permanent a la zona es va centrar al voltant de la ciutat de Battleford, fundada l'any 1875 i situada al costat sud de la riu North Saskatchewan. Battleford va servir com a capital dels Territoris del Nord-oest entre 1876 i 1883.
En 1905 la construcció de la línia principal de la Canadian Northern Railway a Edmonton col·loca la línia al costat nord del riu North Saskatchewan. North Battleford, construïda al llarg de la via del tren, va ser incorporada com a vila en 1906, com a poble el 1907 i com a ciutat (amb població de 5.000 habitants) en 1913.
Els assiris van ser uns dels primers pobladors de la zona al voltant de North Battleford. La colònia immigrant era composta per 36 homes i algunes dones de la ciutat d'Urmia al nord-oest de Pèrsia. Es va establir en 1903 amb Isaac Adams, un missioner presbiterià assiri. En 1907 van arribar 40 colons més. Amb el temps, a causa de les dificultats econòmiques, Isaac Adams i alguns parents propers van emigrar a Turlock (Califòrnia). Els descendents de les famílies que es van quedar a North Battleford tenen noms que són assiris d'origen. Exemples de noms de família assiris són Bakus, Essau i Odishaw.
El creixement demogràfic es va estancar fins a la dècada de 1940 i després va augmentar a aproximadament 10.000 per la dècada de 1960. La ciutat s'ha convertit en un centre administratiu i centre de serveis per a les necessitats econòmiques, d'educació, de salut i socials de la regió.
El moviment cristià Latter Rain va començar aquí en 1946-1948.

## Demografia
North Battleford té data de cens com a ciutat, com a nucli de població que inclou la ciutat de Battleford i com a àrea metropolitana. En el cens del Canadà de 2011, la ciutat tenia 13.888 habitants i l'àrea metropolitana en tenia 17.595(la cinquena més gran de Saskatchewan) i l'àrea metropolitana en té 19.216.
A finals dels 2000 molts rutens havien emigrat a Canadà, concentrant-se a North Battleford. La majoria d'ells venien de la mateixa ciutat de Ruski Krstur.
| Població per grupo ètnic, 2011 | Població per grupo ètnic, 2011 | Població per grupo ètnic, 2011 |
| Grup ètnic                     | Població                       | Percent                        |
| ------------------------------ | ------------------------------ | ------------------------------ |
| Europeus                       | 10,270                         | 753,0%                         |
| First Nations                  | 2,340                          | 172,0%                         |
| Métis                          | 1,160                          | 85,0%                          |
| Asiàtics                       | 795                            | 58,0%                          |
| Africans                       | 145                            | 11,0%                          |
| Total població                 | 13635                          | 100%                           |